# Lopholejeunea muelleriana
Lopholejeunea muelleriana là một loài Rêu trong họ Lejeuneaceae. Loài này được (Gottsche) Schiffner mô tả khoa học đầu tiên năm 1897.